# Aubergina alda
Aubergina alda is een vlinder uit de familie van de Lycaenidae. De wetenschappelijke naam van de soort werd als Thecla alda in 1868 gepubliceerd door William Chapman Hewitson.